# Balogi, Khanapur
Balogi là một làng thuộc tehsil Khanapur, huyện Belgaum, bang Karnataka, Ấn Độ.